# Boxe aux Jeux olympiques d'été de 1924
Navigation
Anvers 1920 Amsterdam 1928

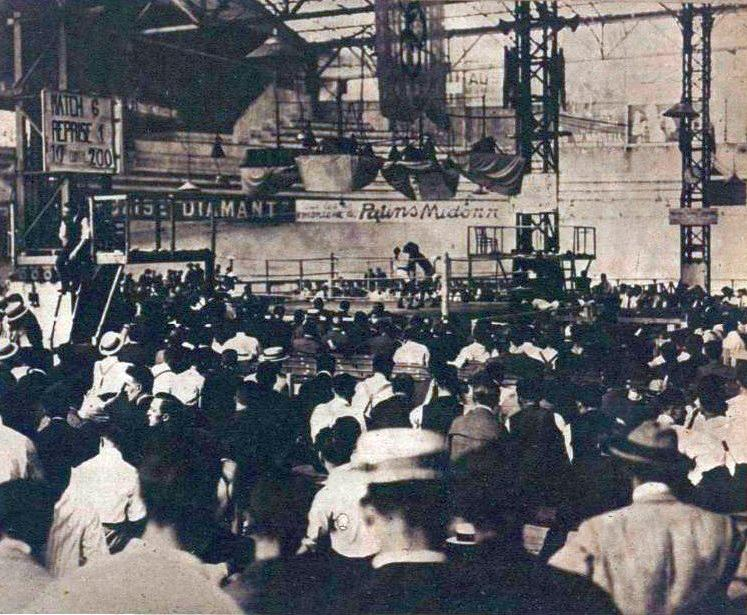
Le ring de boxe du vélodrome d'hiver, utilisé pour les JO de 1924.

Aux Jeux olympiques d'été de 1924, huit épreuves de boxe anglaise se sont disputées du 15 au 20 juillet 1924 à Paris, France.

## Résultats

### Podiums

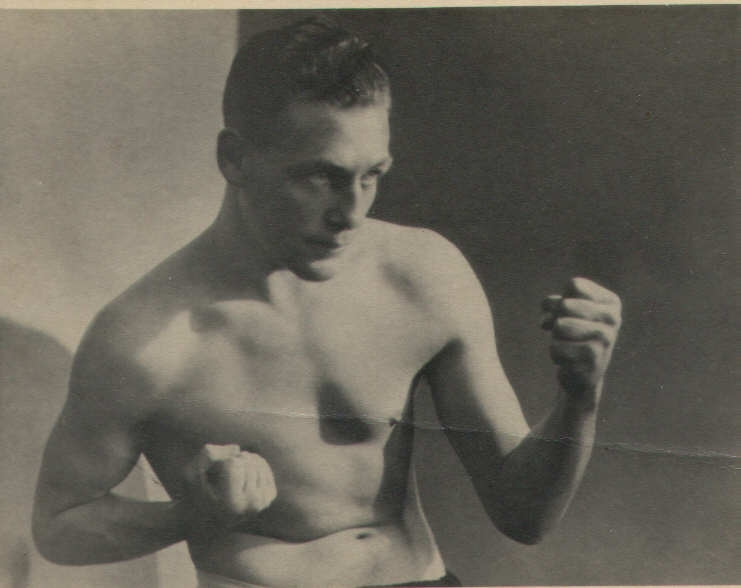
William Smith, vainqueur de la compétition des poids coqs.

| Catégories                 | Or                 | Argent            | Bronze               |
| Poids mouches (-50,8 kg)   | Fidel LaBarba      | James McKenzie    | Raymond Fee          |
| Poids coqs (-53,5 kg)      | William Smith      | Salvatore Tripoli | Jean Ces             |
| Poids plumes (-57,2 kg)    | Jackie Fields      | Joseph Salas      | Pedro Quartucci      |
| Poids légers (-61,2 kg)    | Hans Jacob Nielsen | Alfredo Copello   | Frederick Boylstein  |
| Poids welters (-66,7 kg)   | Jean Delarge       | Hector Mendez     | Douglas Lewis        |
| Poids moyens (-72,6 kg)    | Harry Mallin       | John Elliott      | Joseph Jules Beecken |
| Poids mi-lourds (-79,4 kg) | Harry Mitchell     | Thyge Petersen    | Sverre Sorsdal       |
| Poids lourds (+79,4 kg)    | Otto von Porat     | Soren Petersen    | Alfredo Porzio       |

### Tableau des médailles
Un classement par nations dominé par les États-Unis devant les boxeurs britanniques. Neuf pays remportent des médailles tandis que la France, à domicile, remporte une médaille de bronze.
| Place | Pays             | Médaille d'or, Jeux olympiques | Médaille d'argent, Jeux olympiques | Médaille de bronze, Jeux olympiques | Total |
| ----- | ---------------- | ------------------------------ | ---------------------------------- | ----------------------------------- | ----- |
| 1     | États-Unis       | 2                              | 2                                  | 2                                   | 6     |
| 2     | Royaume-Uni      | 2                              | 2                                  | 0                                   | 4     |
| 3     | Danemark         | 1                              | 2                                  | 0                                   | 3     |
| 4     | Belgique         | 1                              | 0                                  | 1                                   | 2     |
| -     | Norvège          | 1                              | 0                                  | 1                                   | 2     |
| 6     | Afrique du Sud   | 1                              | 0                                  | 0                                   | 1     |
| 7     | Argentine        | 0                              | 2                                  | 2                                   | 4     |
| 8     | Canada           | 0                              | 0                                  | 1                                   | 1     |
| -     | France           | 0                              | 0                                  | 1                                   | 1     |
| Total | 9 pays médaillés | 8                              | 8                                  | 8                                   | 24    |